# Crying in the Chapel
"Crying in the Chapel" är en sång skriven av Artie Glenn, och ursprungligen inspelad 1953 av sonen Darrell Glenn och senare inspelad av bland andra Ella Fitzgerald och Elvis Presley.

### Fotnoter
1. ↑  ”Darrell Glenn”. Hillbilly-Music. http://www.hillbilly-music.com/artists/story/index.php?id=12491. Läst 1 november 2014.